# Eugenia tabouensis
Eugenia tabouensis là một cây cỡ nhỏ thuộc họ Myrtaceae. Đây là loài đặc hữu của the tropical rainforests của Bờ Biển Ngà. Chúng hiện đang bị đe dọa vì mất môi trường sống.